# Silvan (Diyarbakır)

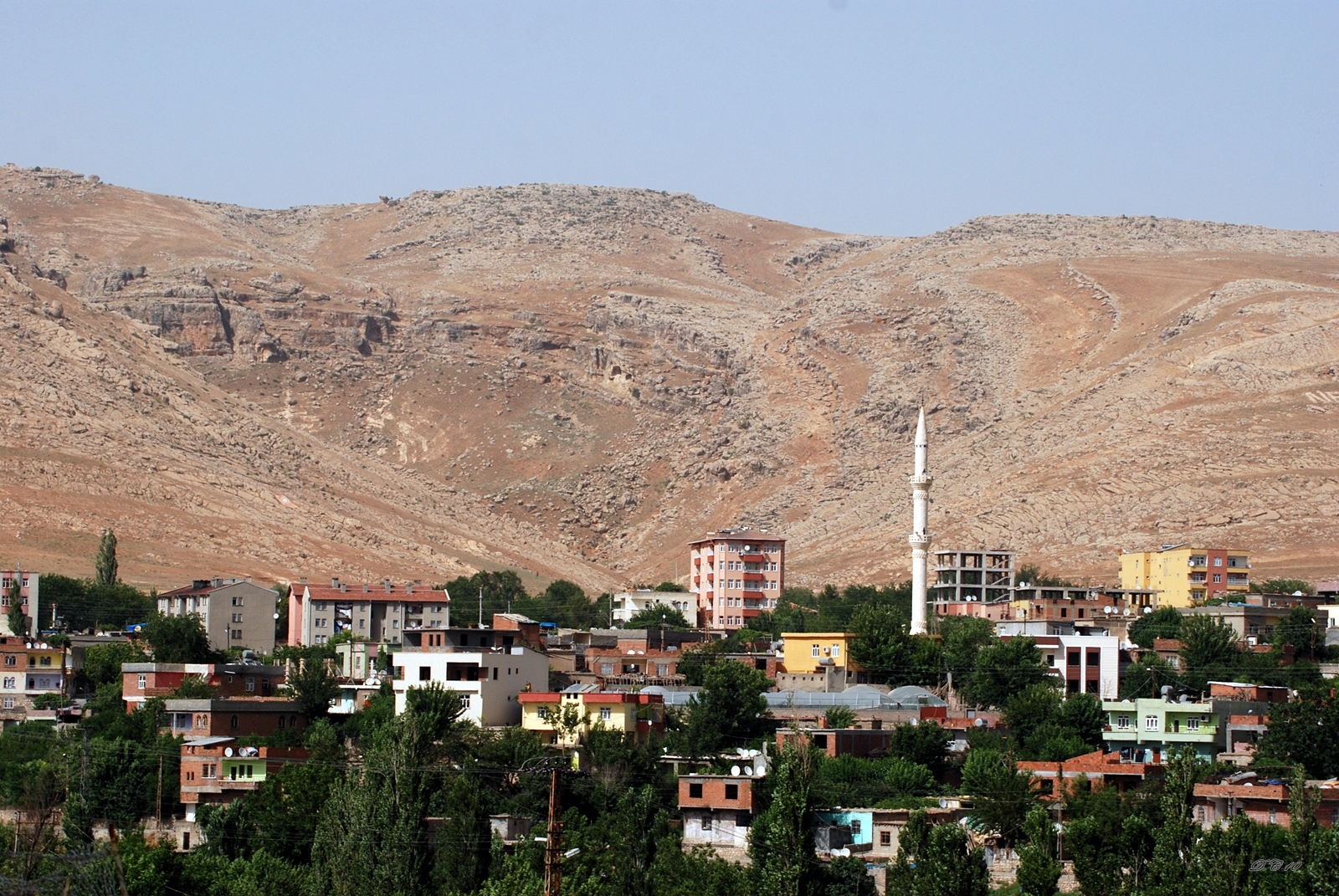
Silvan

Silvan (syrisch ܡܝܦܪܩܝܛ Mayperqiṭ, kurd. Farqîn oder Silîvan) ist eine Stadt im gleichnamigen Landkreis der türkischen Provinz Diyarbakır und gleichzeitig ein Stadtbezirk der 1993 geschaffenen Büyükşehir belediyesi Diyarbakır (Großstadtgemeinde/Metropolprovinz). Silvan liegt zwischen Diyarbakır und Siirt. Die meisten Einwohner sind Kurden. Die Stadt befindet sich am Fuße der Albat-Berge.
Ende 2020 lag Silvan mit 87.639 Einwohnern auf dem 7. Platz der bevölkerungsreichsten Landkreise in der Provinz Diyarbakır. Die Bevölkerungsdichte liegt mit 70 Einwohnern je Quadratkilometer unter dem Provinzdurchschnitt (118 Einwohner je km²).

## Bauwerke und Denkmäler
Silvan befindet sich an der Stelle des ehemaligen Martyropolis und geht vielleicht auf das bronzezeitliche Niḫirija zurück. Davon zeugen heute Burgruinen, die ein touristisches Ausflugsziel sind. Ebenso sehenswert sind die Große Moschee von Saladin, deren 1152 eingestürzte Kuppel bis 1157 wiederaufgebaut war.
In der Nähe liegen die Hassuni-Höhlen sowie die 1147 während der Herrschaft der Artukiden aus farbigen Steinen erbaute Malabadi-Brücke (150 m Länge, 7 m Breite, 19 m Höhe).

## Geschichte
Silvan war in seiner Geschichte stets ein bedeutender Ort und Hauptstadt gleich mehrerer Reiche wie beispielsweise von Tigranes II. oder der Marwaniden. Laut Stadtsiegel bekam der Ort schon 1880 den Status einer Belediye (Gemeinde).

## Persönlichkeiten
- Aram Ateşyan (* 1954), armenischer Erzbischof und amtierender Patriarch von Konstantinopel
- Mehdi Zana (* 1940), türkischer Politiker
- Beytocan (1955–2023; bürgerlich: Beytullah Güneri), türkischer Musiker und Songwriter kurdischer Abstammung
- Leyla Zana (* 1961), türkische Politikerin